# Rezolucja Rady Bezpieczeństwa ONZ nr 801
Rezolucja Rady Bezpieczeństwa ONZ nr 801 została przyjęta bez głosowania 8 stycznia 1993 r.
Po przeanalizowaniu wniosku Czech o członkostwo w Organizacji Narodów Zjednoczonych, Rada zaleciła Zgromadzeniu Ogólnemu przyjęcie tego państwa do swojego grona.